# Menahem Hameïri
Menahem Hameïri (hébreu : מנחם בן שלמה המאירי Mena'hem ben Shlomo Hame'iri ; provençal/shuadit : Don Vidal Solomon de Perpignan) est un rabbin catalan des XIIIe et XIVe siècles (1249 - c. 1306/1315), considéré comme l'un des commentateurs les plus brillants du Moyen Âge.

## Éléments biographiques
Menahem Hameïri étudie à Narbonne, auprès de Reuben ben Hayyim. Il se montre très influencé par les travaux de Moïse Maïmonide et, lorsqu'Abba Mari de Lunel veut faire interdire l'étude de la philosophie et des sciences, il se range aux côtés des maïmonidéens bien qu'il réprouve l'usage débridé de l'allégorie dans l'exégèse biblique. Le Meïri défend donc emphatiquement la science, bien qu'il interdise de s'y atteler avant d'avoir suffisamment étudié le Talmud.

## Œuvre
Menahem HaMeïri est l'auteur de nombreux travaux, la plupart conservés. Ils sont clairs et concis et portent la marque d'un esprit logique, rationnel et scientifique.
Le Meïri conteste ainsi l'existence des démons, l'efficacité des amulettes contre le mauvais sort, le déterminisme de l'astrologie et de nombreuses superstitions parce qu'elles infirment la notion de libre-arbitre. Par ailleurs, il est souvent cité pour son ouverture d'esprit vis-à-vis des Gentils en dépit du climat de persécutions anti-juives, affirmant que les nombreuses références aux apostats et aux non-Juifs du Talmud font référence aux seuls païens idolâtres,.

### Beit HaBehira

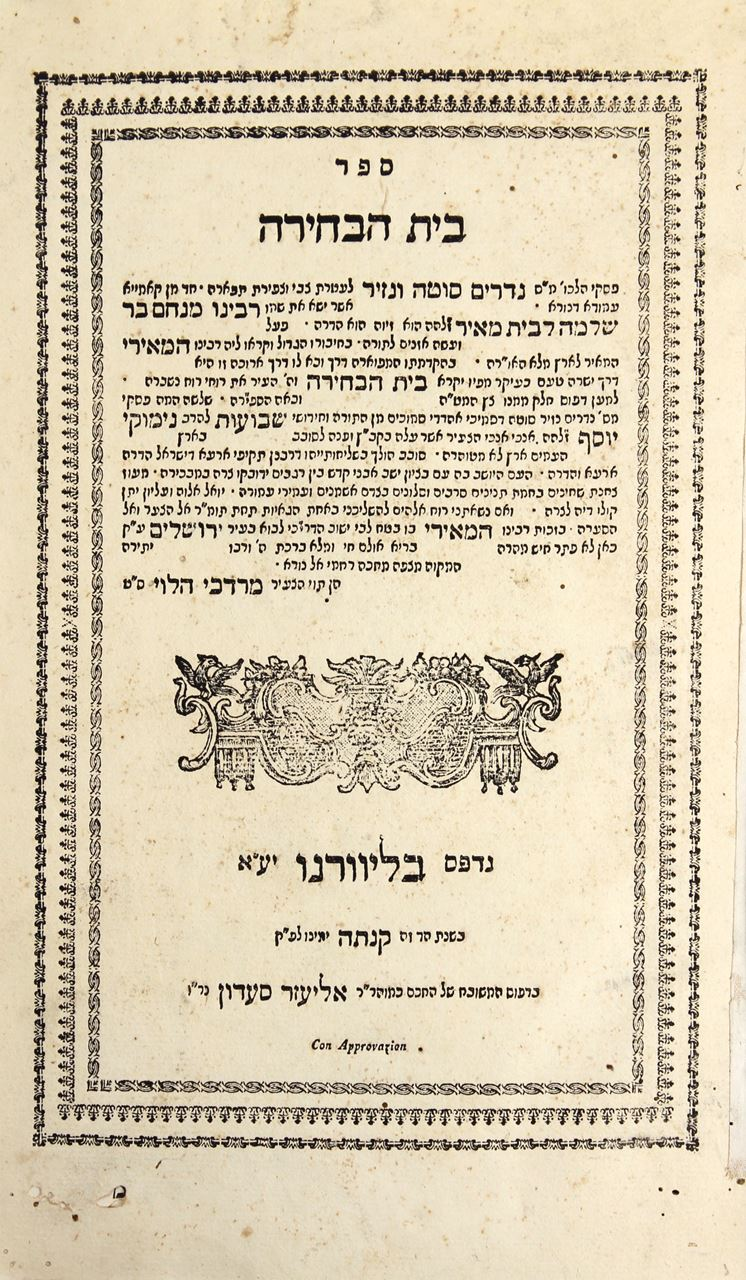
Beit HaBehira, édition publiée à Livourne en 1795.

Le grand-œuvre du Meïri est son commentaire du Talmud, intitulé Beit HaBehira (« Maison de l'élection »). Il couvre trois ordres (Moëd, Nashim et Nezikin) ainsi que quelques traités. 
Le Meïri écrit dans un hébreu néo-mishnaïque, syntaxiquement proche de l'hébreu moderne. À la différence des commentaires traditionnels, le Beit HaBehira n'adhère pas au texte du Talmud. Il se présente, comme le Talmud lui-même, par une exposition de la Michna suivie des discussions. Dans ces discussions, il évite délibérément l'aspect dialectique et présente les conclusions et décisions des autorités des générations précédentes (citées par des titres et des surnoms plutôt que nommément), tant ashkénazes que séfarades. De plus, il fournit au lecteur les informations utiles à la bonne intelligence du texte. 
Il se distingue encore des commentaires classiques en ce qu'il n'hésite pas à faire appel au Talmud de Jérusalem pour éclairer sur le sens du Talmud de Babylone. Il semble d'ailleurs avoir eu sous les yeux de nombreux passages du Talmud de Jérusalem disparus depuis.
Pour toutes ces raisons, le Beit HaBehira, qui pourrait presque se lire indépendamment du Talmud, est peu cité par les autorités ultérieures et n'a été réimprimé que récemment. Il semble en particulier n'avoir joué aucun rôle dans le processus de décision de la Loi juive, car il suit le modèle et le concept maïmonidiens de synthèse et d'univocité alors que le paysage intellectuel est, au moment de sa rédaction et jusqu'à l'époque moderne, dominé par les discussions dialectiques des Tossafistes. 
En revanche, il est fortement apprécié à l'heure actuelle, où l'usage s'est répandu d'utiliser des sources secondaires.

### Autres
Menahem Hameïri a également produit :
- un traité sur la pénitence intitulé Hibbour HaTeshouva ou Meshivat Nefesh, conservé en manuscrit (MS. de Rossi, No. 1313) ;
- Kiryat Sefer, un ouvrage massorétique sur la méthode d'écrire des rouleaux de Torah en deux volumes (Smyrne, 1863-81)
- un commentaire sur la Bible, dont seuls ceux sur les Proverbes (Leiria, 1492) et les Psaumes (Neubauer, Cat. Bodl. p. 69) ont été conservés.

Hayim Joseph David Azoulay mentionne encore Bet Yad, sur l'ablution des mains avant les repas et le matin, et Ohel Moëd qui n'existent plus. Dans son commentaire au traité Sanhédrin, le Meïri cite un autre de ses travaux disparus, intitulé Ktav Dat qui, au vu du titre, semble avoir été un « catéchisme ».

## Source
- Cet article contient des extraits de l'article « ME'IRI, MENAHEM BEN SOLOMON » par Solomon Schechter & Isaac Broydé de la Jewish Encyclopedia de 1901–1906 dont le contenu se trouve dans le domaine public.